# Partecipanti al Tour de France 1936
Qui di seguito viene riportato l'elenco dei partecipanti al Tour de France 1936.

## Corridori per squadra
Nota: R ritirato, NP non partito, FT fuori tempo massimo
| Belgio              | Belgio                | Belgio              | Francia     | Francia             | Francia     | Cicloturisti | Cicloturisti         | Cicloturisti |
| ------------------- | --------------------- | ------------------- | ----------- | ------------------- | ----------- | ------------ | -------------------- | ------------ |
| 1                   | Romain Maes           | R 7ª                | 31          | Antonin Magne       | 2º          | 101          | Abdel-Kader Abbes    | 42º          |
| 2                   | Sylvère Maes          | 1º                  | 32          | Georges Speicher    | R 7ª        | 102          | Alphonse Antoine     | 27º          |
| 3                   | Félicien Vervaecke    | 3º                  | 33          | Maurice Archambaud  | R 14ª       | 103          | Robert Belliard      | R 6ª         |
| 4                   | Gustave Danneels      | R 7ª                | 34          | René Le Grevès      | 20º         | 104          | Charles Berty        | 25º          |
| 5                   | Éloi Meulenberg       | 34º                 | 35          | Fernand Mithouard   | R 7ª        | 105          | Decimo Bettini       | FT 14ª       |
| 6                   | Marcel Kint           | 9º                  | 36          | Pierre Cogan        | 16º         | 106          | Aldo Bertocco        | 43º          |
| 7                   | Cyriel Van Overberghe | 26º                 | 37          | Robert Tanneveau    | 18º         | 107          | Auguste Chavard      | R 7ª         |
| 8                   | Albert Hendrickx      | 31º                 | 38          | Arthur Debruyckere  | 29º         | 108          | Pierre Cloarec       | 22º          |
| 9                   | François Neuville     | 19º                 | 39          | Raoul Lesueur       | 14º         | 109          | Robert Conan         | R 15ª        |
| 10                  | Robert Wierinckx      | R 15ª               | 40          | Paul Maye           | 33º         | 110          | Marcel Walle         | 35º          |
| Germania            | Germania              | Germania            | Svizzera    | Svizzera            | Svizzera    | 111          | Gabriel Dubois       | 39º          |
| 11                  | Bruno Roth            | R 6ª                | 51          | Paul Egli           | R 10ª       | 112          | Sauveur Ducazeaux    | 37º          |
| 12                  | Otto Weckerling       | R 15ª               | 52          | Theo Heimann        | R 13ª       | 113          | Amédée Fournier      | NP 7ª        |
| 13                  | Erich Haendel         | R 15ª               | 53          | Hans Martin         | R 15ª       | 114          | Fabien Galateau      | 40º          |
| 14                  | Emil Kijewski         | R 6ª                | 54          | Léo Amberg          | 8º          | 115          | Dante Gianello       | R 7ª         |
| 15                  | Erich Bautz           | R 6ª                | Paesi Bassi | Paesi Bassi         | Paesi Bassi | 116          | Jean-Marie Goasmat   | 28º          |
| 16                  | Karl Heide            | R 15ª               | 55          | Albert van Schendel | 32º         | 117          | Fernand Lemay        | 30º          |
| 17                  | Rudolf Risch          | R 4ª                | 56          | Antoon van Schendel | 15º         | 118          | Antoine Latorre      | 41º          |
| 18                  | Hans Weiss            | R 13ª               | 57          | Theo Middelkamp     | 23º         | 119          | Alphonse Leboulanger | FT 12ª       |
| 19                  | Josef Arents          | NP 5ª               | 58          | Albert Gijzen       | R 9ª        | 120          | Léon Level           | 10º          |
| 20                  | Frits Funke           | R 8ª                | Jugoslavia  | Jugoslavia          | Jugoslavia  | 121          | Sylvain Marcaillou   | 12º          |
| Spagna/ Lussemburgo | Spagna/ Lussemburgo   | Spagna/ Lussemburgo | 59          | Stjepan Grgac       | R 15ª       | 122          | Yvon Marie           | 21º          |
| 21                  | Mariano Cañardo       | 6º                  | 60          | Rudolf Fiket        | R 2ª        | 123          | Edmond Pagès         | 38º          |
| 22                  | Julián Berrendero     | 11º                 | 61          | Stjepan Ljubic      | R 3ª        | 124          | Raymond Passat       | 36º          |
| 23                  | Jose Molina           | R 7ª                | 62          | Franc Abulnar       | R 9ª        | 125          | Rémi Royer           | R 2ª         |
| 24                  | Federico Ezquerra     | 17º                 | Romania     | Romania             | Romania     | 126          | Gabriel Ruozzi       | R 2ª         |
| 25                  | Emiliano Álvarez      | 24º                 | 63          | Virgil Marmocea     | R 3ª        | 127          | Léon Theerlynck      | R 7ª         |
| 26                  | Arsène Mersch         | 5º                  | 64          | Nicolae Tapu        | R 3ª        | 128          | Louis Thiétard       | 13º          |
| 27                  | Mathias Clemens       | 7º                  | 65          | Constantin Tudose   | R 2ª        | 129          | René Vietto          | R 6ª         |
| 28                  | Josy Krauss           | R 5ª                | 66          | Gheorghe Hapciuc    | R 3ª        | 130          | Alfred Weck          | R 5ª         |
| 29                  | Pierre Clemens        | 4º                  | Austria     | Austria             | Austria     |              |                      |              |
| 30                  | Jean Majerus          | R 13ª               | 67          | Max Bulla           | R 10ª       |              |                      |              |
|                     |                       |                     | 68          | Karl Thallinger     | R 9ª        |              |                      |              |
|                     |                       |                     | 69          | Frantz Dunder       | R 6ª        |              |                      |              |
|                     |                       |                     | 70          | Albert Oblinger     | R 13ª       |              |                      |              |